# Eat No Fish

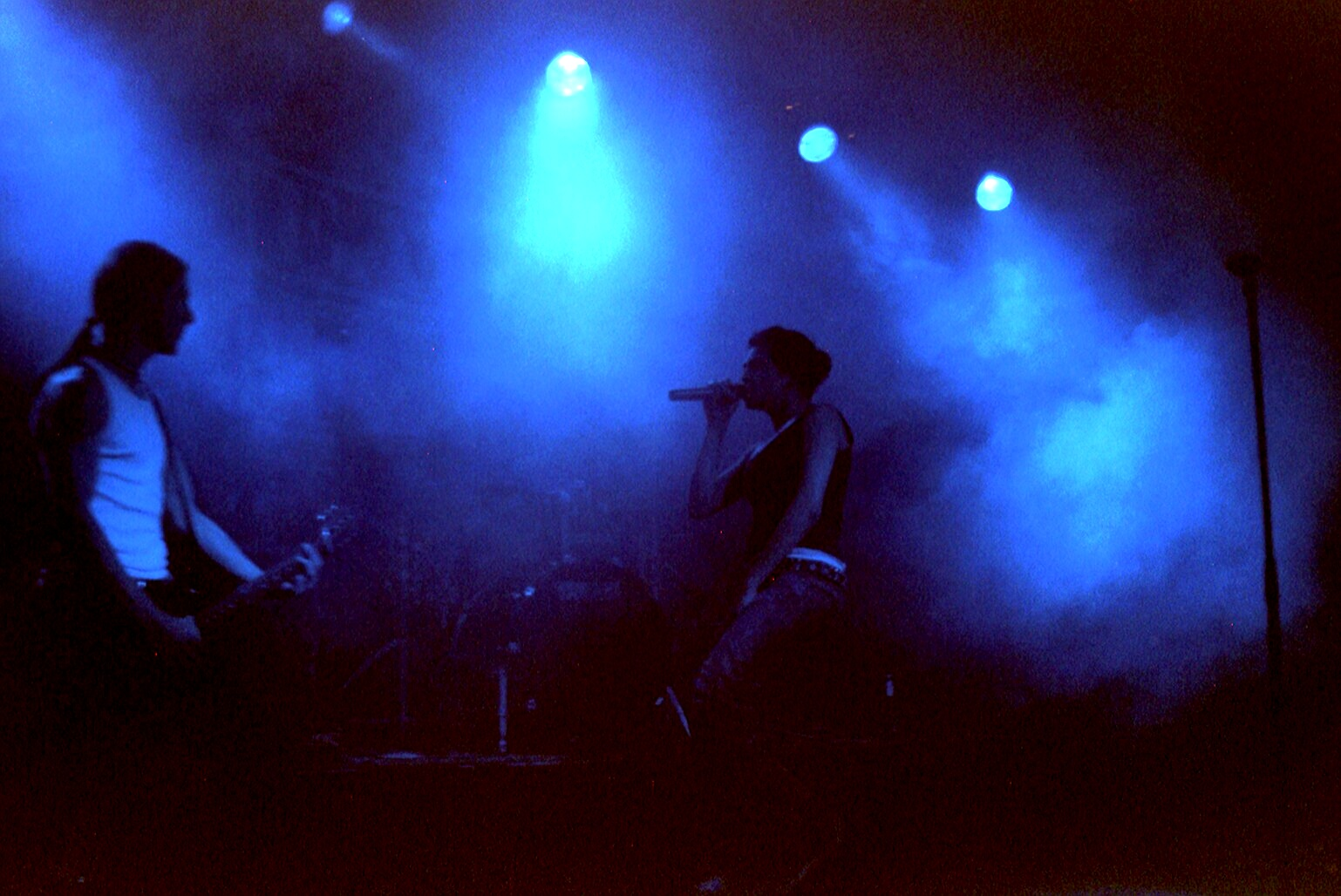
Live im Alten Schlachthof Lingen 2001

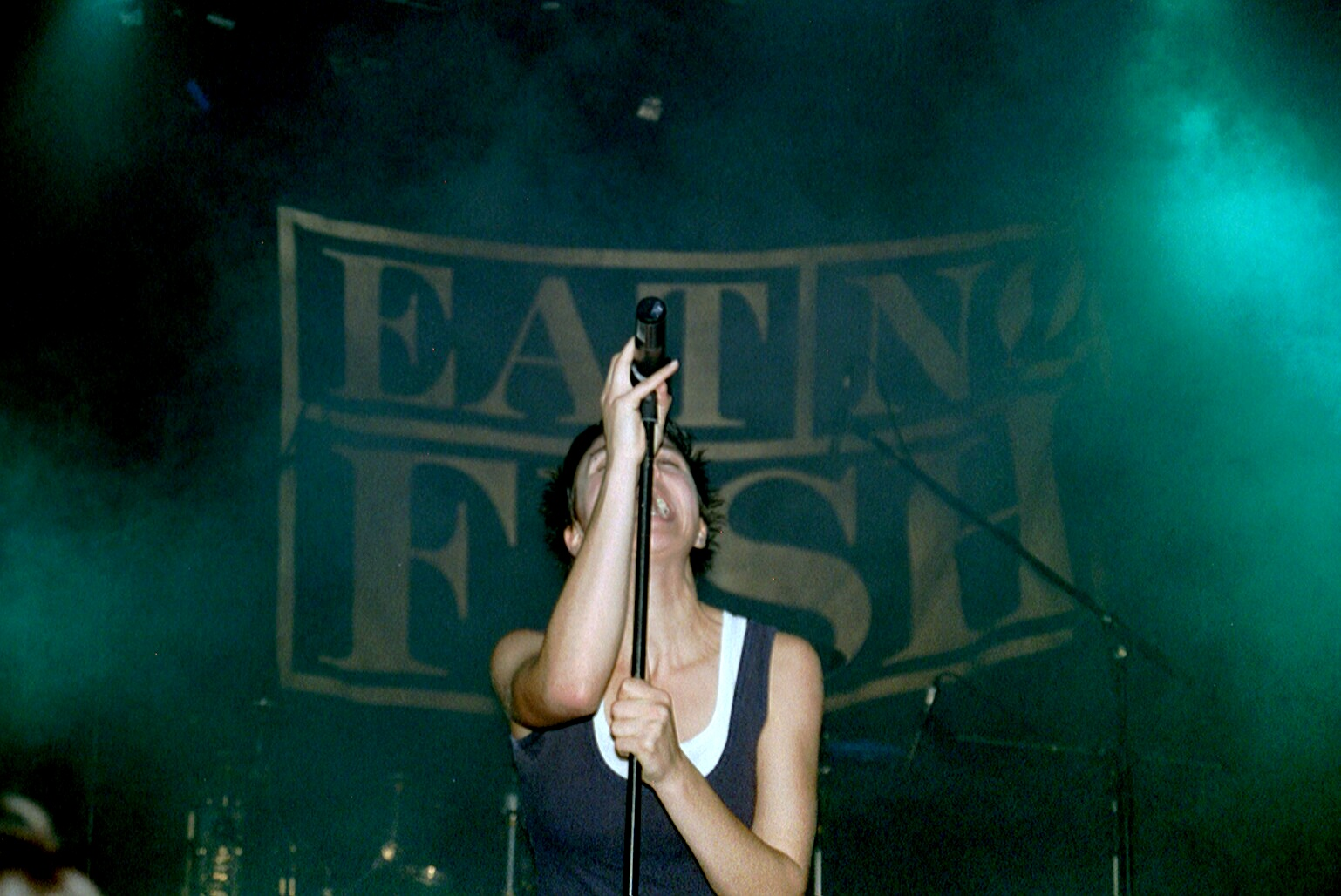
Live im Alten Schlachthof Lingen 2001

Eat No Fish war eine deutsche Alternative-Rock-Band aus Einbeck, die ihre Texte in englischer Sprache schrieb.
Der Bandname war gemäß PR-Material zum Debütalbum eine Abkürzung für „Ear Addressing Trend Night Organisation For Image Searching Heroes“ sein.

## Bandgeschichte
Im Jahre 1997 fanden sich die vier Musiker. Oppermann, Loos und Krause kannten sich schon aus anderen Projekten und lernten schließlich die Sängerin Maria Koch auf einem Konzert kennen. Drei Monate nachdem Maria in die Band kam, nahmen Eat No Fish ein Demotape auf und schickten es an den Radio-ffn-Bandwettbewerb „Local Heroes Contest“. Im Rahmen dieses Wettbewerbs mit insgesamt 920 Teilnehmern gelangte die Band ins Finale und gewann schließlich den ersten Platz. Der Gewinn war eine Profi-Aufnahme im Horus Sound Studio in Hannover.
Es folgte ein Vertrag mit dem Major-Label Virgin Records, in dessen Rahmen die Band ihr 1999 erschienenes Debütalbum Greedy for Life produzierten und veröffentlichten. Durch den Vertrag mit einer großen Plattenfirma tourten Eat No Fish deutschlandweit; darüber hinaus spielten sie auch Konzerte im europäischen Ausland und traten auf diversen Festivals und in vielen Radio- und TV-Stationen in ganz Europa auf. „Es war ein unglaubliches Tempo. Vor lauter Eindrücken, Erlebnissen und Terminen kamen wir kaum zum Nachdenken“, so die Sängerin auf der bandeigenen MySpace-Seite. 2001 erschien das Album Insane, das durchwachsene Kritiken erntete und dessen Verkaufszahlen nicht mit denen des verhältnismäßig erfolgreichen Debüts mithalten konnten. Es folgte eine längere Pause, in welcher die Band einige schwere Einschnitte überwinden musste: der Gitarrist Lars Oppermann verließ die Band, während außerdem der Vertrag mit Virgin auslief und nicht verlängert wurde. Darüber hinaus trennte man sich vom bisherigen Management. Die Zukunft der Band war daraufhin lange Zeit ungewiss und die Arbeiten zu einem dritten Album kamen zwischenzeitlich vollkommen zum Erliegen.
Die Band zog in der Folgezeit nach Hamburg um und ab 2005 nahm man mit neuem Gitarristen Jan Schröder die Arbeiten am neuen Album wieder auf und veröffentlichte schließlich am 28. Juli 2006 das dritte Studioalbum, Make It Home, das auf dem neuen bandeigenen Label Artist Station Records erschien.
Etwas überraschend gab die Band auf ihrer Homepage im Februar 2007 schließlich ihre Auflösung bekannt.
Im Februar 2025 kam die Band für ein Reunion Concert im Hamburger Club Logo zusammen, was zu Spekulationen über ein neues Album führte.
Am 1 August 2025 wurde eine neue Single "One in a Million" veröffentlicht, was die Hoffnung auf ein neues Album weiter anfeuert.

## Diskografie

### Alben
- 1999: Greedy for Life
- 2001: Insane
- 2006: Make It Home

### Singles
- Answer
- Fake
- Holy Silence
- 2025: One In A Million